# 孝寧大君
孝寧大君（こうねいたいくん、ヒョリョンテグン、효령대군、洪武29年9月16日（1396年10月18日） - 成化22年5月11日（1486年6月12日））は、李氏朝鮮前期の王族。政治家。名は補、初名は𧙖、字は善叔、号は蓮江、諡号は靖孝。太宗の次男であり、母は元敬王后閔氏。譲寧大君の弟で世宗の次兄にあたり、91歳（満89歳）まで生きた。
崇儒抑仏政策に反対して仏教を保護し、王室の元老として政治にも参加した。任士洪は孫婿で、李梁は五代孫にあたり、また六代孫には仁順王后沈氏（第13代国王明宗の王妃）・沈義謙・沈忠謙などがいる。

## 生涯
1396年9月16日、太宗と元敬王后（驪興閔氏出身）の次男に生まれた。12歳で鄭易の娘である蘂城府夫人（海州鄭氏出身）を迎えた。17歳で孝寧大君に封じられた。幼い頃より文学に励み、30歳までには書道の名人と称されるほどであった。弓術に長け、父の太宗の寵愛も受けていた。蘂城府夫人との間に六男二女、側室某女との間に一男一女をもうけた。また仏教に興味を抱いて研究し、円覚経・般若心経・法華経・楞厳経・禅宗永嘉集を翻訳した。儒佛心法同一原を唱え、1464年には円覚寺の建立なども行った。死後はソウル特別市瑞草区方背洞清権祠に祀られている。

## 血縁関係
- 父：太宗 李芳遠 （高麗恭愍王16年（1367年） - 世宗4年（1422年））
- 母：元敬王后（驪興閔氏）
- 正妻：蘂城府夫人（海州鄭氏）
  - 長男：誼城君 李寀 （太宗11年（1411年） - 成宗24年（1493年））
  - 次男：瑞原君 李𡩁 （太宗13年（1413年） - 成宗6年（1475年））
  - 三男：宝城君 李㝓 （太宗16年（1416年） - 燕山君5年（1499年））
  - 四男：楽安君 李寧 （太宗17年（1417年） - 成宗5年（1474年））
  - 五男：永川君 李定 （1422年-没年不詳）
  - 六男：原川君 李宣 （1433年-1476年）
  - 長女：庇仁県主 - 韓城君 安昭公 李塤に嫁ぐ
  - 次女：全晋亨に嫁ぐ
- 側室：平海孫氏
  - 七男：安康都正 李㝗 （1430年-没年不詳）
  - 三女：不詳

## 孝寧大君を演じた人物
テレビドラマ
- 龍の涙 （1996年-1998年、KBS）　演：チャン・ソンウォン
- 大王世宗（2008年、KBS）　演：ソンミン